# Irma von Cube
Irma von Cube, oder Irmgard VonCube, Irmgard von Cube, Irma von Cube-Kalser (* 26. Dezember 1899 in Hannover; † 25. Juli 1977 in Los Angeles), war eine deutsche Schriftstellerin und Drehbuchautorin.

## Leben
Die zur Zeit des Deutschen Kaiserreichs 1899 in Hannover geborene von Cube begann ihre künstlerische Laufbahn in den 1920er Jahren als Autorin und Schauspielerin. Ab 1928 schrieb sie Drehbücher, hauptsächlich Filmkomödien, seltener Filmdramen. Mehrfach arbeitete sie dabei mit Anatole Litvak zusammen. Irma von Cube schrieb zusammen mit Karl Farkas die Texte zu den drei Tonfilmschlagern Wienerlied, Parfümlied und Inseratenlied aus Sehnsucht 202 (Musik von Richard Fall).
Zusammen mit ihrem Ehemann, dem Schauspieler Erwin Kalser, verließ sie 1933 Deutschland nach der Machtübernahme der Nationalsozialisten. Sie lebte mit Kalser zunächst in der Schweiz und beteiligte sich an Litvaks Historiendrama Mayerling und anderen französischen Filmen.
1936 folgte sie einer Einladung des MGM-Chefs Louis B. Mayer nach Hollywood. Dort erwarb sie sich einen guten Ruf als Drehbuchautorin, die mehrfach Drehbuchbeiträge ohne Namensnennung und einige Storyvorlagen lieferte. 1949 wurde sie für Schweigende Lippen in der Sparte Oscar/Bestes adaptiertes Drehbuch zusammen mit Allen Vincent für einen Oscar nominiert.

## Herkunft und Familie
Irmgard, wie ihr vollständiger Vorname lautete,  stammte aus dem deutsch-baltischen Adelsgeschlecht derer von Cube, das aus der Mark Brandenburg kam und sich zu Beginn des 18. Jahrhunderts in Livland angesiedelt hatte. Ihr Vater war der Architekt Gustav Hermann von Cube (* 25. Oktober 1873 in Menton,  Frankreich; † 31. Mai 1931 in Duisburg), der in 1. Ehe mit Maria (Mamy) Sternheim (26. März 1879 in Berlin; † 25. März 1922 in München), einer Schwester von Carl Sternheim, verheiratet war.
Sie war mit dem Schauspieler Erwin Kalser (* 22. Februar 1883 in Berlin; † 26. März 1958 in Berlin) verheiratet. Ihr Sohn Konstantin Kalser (* 4. September 1920 in München; † 30. Juli 1994 in Southampton, New York) war ein Fotograf, Filmproduzent und Filmregisseur.

## Filmografie (als Drehbuchautorin)
| - 1925: Namenlose Helden (nur Schauspielerin) - 1928: Mädchenschicksale - 1929: Was kostet Liebe? - 1930: Abschied - 1930: Dolly macht Karriere - 1930: Das gestohlene Gesicht - 1931: Calais-Douvres - 1931: Nie wieder Liebe - 1931: Der Hochtourist - 1932: Vous serez ma femme - 1932: Das Lied einer Nacht - 1932: Der Frechdachs - 1932: Sehnsucht 202 - 1932: Eine von uns - 1932: Une jeune fille et un million | - 1932: Tell Me Tonight - 1932: La Chanson d’une nuit - 1933: Caprice de princesse - 1933: Ein Lied für Dich - 1933: Tout pour l’amour - 1936: Mayerling - 1936: La Peur - 1937: Mademoiselle Docteur - 1938: Drei Männer im Paradies (Paradise for Three) - 1939: Musik fürs Leben (They Shall Have Music) - 1947: Clara Schumanns große Liebe (Song of Love) - 1948: Schweigende Lippen (Johnny Belinda) - 1950: The Schumann Story - 1951: Fünf Mädchen und ein Mann (A Tale of Five Cities) (nur Regie) - 1952: Frau in Weiß (The Girl in White) |